# Parafia Narodzenia Najświętszej Maryi Panny w Nowym Kramsku
Parafia Narodzenia Najświętszej Maryi Panny w Nowym Kramsku – parafia rzymskokatolicka, terytorialnie i administracyjnie należąca do diecezji zielonogórsko-gorzowskiej, do dekanatu Sulechów, erygowana w 1314. W parafii posługują księża diecezjalni. 